# Alien Hominid
Alien Hominid (o Alien Hominid HD en Xbox 360) es un videojuego desarrollado independientemente para las consolas Sony PlayStation 2 y Nintendo GameCube en 2004, con el distribuidor O~3 Entertainment en territorios EE. UU.. La versión PAL se lanzó en mayo de 2005 para PlayStation 2 y Microsoft Xbox, con el distribuidor ZOO Digital Publishing. Además, se lanzó una versión para Game Boy Advance, así como también existe una versión demo en Flash para PC. El juego fue desarrollado por The Behemoth. La versión de Xbox no es compatible con la Xbox 360, se lanzó para Xbox Live Arcade el 28 de febrero de 2007, por 800 puntos.

## Origen de Alien Hominid
Alien Hominid comenzó siendo un popular juego de Adobe Flash, en la página web de Newgrounds, desde agosto de 2002. A menudo es llamado el prototipo del juego para consola, por los propios desarrolladores. La versión en línea fue programada por Tom Fulp, dueño de Newgrounds; mientras que los gráficos fueron realizados por Dan Paladin (llamado también bajo el nick "Synj" o "Industrias Synj"). Este juego estaba protagonizado por un pequeño alien amarillo, quien había sido derribado, a borde de su nave espacial, gracias a agentes del FBI. Su objetivo es recuperar su nave robada, para escapar del planeta. La jugabilidad requería buenos reflejos y un control básico de los juegos de scroll horizontal (al estilo Metal Slug), mientras se eliminaba a agentes del FBI y a sus creaciones. Aunque sólo se realizó un nivel, el juego se hizo muy popular, alcanzando 11 millones de descargas en tan sólo Newgrounds.
Más tarde, ese mismo año, John Baez se aproximó a Paladin como fan de Alien Hominid. Sugirió que él y Fulp crearan una versión para consola. Baez incluso ofreció la producción del juego. Paladin y Fulp estuvieron de acuerdo, y así formaron The Behemoth.
A lo largo de dos años, Alien Hominid se convirtió en un proyecto mucho mayor a su predecesor. Paladin dibujó todos los aspectos gráficos del juego a mano. El proyecto se recodificó por completo para consolas, y se añadieron diversas nuevas funcionalidades. La versión final incluye 16 niveles, distribuidos en 3 localizaciones (América, Rusia y el Área 51), con cientos de enemigos y numerosos jefes. También se añadieron 6 minijuegos: "PDA" con 200 niveles y un editor, "Come todo lo que puedas" (sólo en territorios PAL), "Super Soviet Missile Mastar", "Reto", "Bola Neutrón" y "Jefe Piñata". Matt Harwood, de Petrified Productions, quien había trabajado con anterioridad con Paladin, realizó toda la música del juego.

## Jugabilidad
El juego trata de ir avanzando a lo largo de los niveles, matando toda clase de enemigos y jefes, con ligeros toques de un juego de plataformas. El personaje puede saltar, disparar, recargar el disparo, agacharse, rodar (para esquivar balas y otras trampas), enterrarse bajo tierra (y matar agentes bajo tierra),lanzar bazucas,agarrar enemigos, lanzarlos, y comerles la cabeza. La mayoría de estos movimientos son necesarios en mayor o menor grado para salir airosos de diversas situaciones. Por ejemplo, los disparos cargados son estrictamente necesarios para eliminar a los jefes (dada su gran cantidad de vida); o hay ataques que sólo se pueden evitar enterrándose bajo tierra.
También se pueden usar, durante el juego, diversos vehículos, entre los que hay coches, camiones, un lanzamisiles, una excavadora, una lancha de nieve, e incluyó un yeti. Cabe destacar la nave espacial, que tiene dos niveles propios, en los que podemos movernos por el cielo disparando agentes y naves, incluyendo luchas contra jefes. Todos nuestros vehículos pueden ser destruidos, a excepción del yeti. Los vehículos del enemigo no se pueden robar, sólo destruir. A través del juego se van mostrando distintos ambientes: la tierra, el cielo, un planeta desconocido, el espacio, otro planeta desconocido y una nave.
Por último, a lo largo de los niveles hay ítems para ayudar al alien a sobrevivir. Todas las esferas proporcionan nuevas armas de munición limitada, además de un escudo que te protege de un disparo:
- Esfera Amarilla: Disparos a la vez en varias direcciones, haciendo más daño y dispersando más los ataques.
- Esfera Blanca: Disparos más grandes, que hacen más daño y dejan a los agentes en los huesos.
- Esfera Naranja: Disparos de fuego, que hacen arder a los enemigos.
- Esfera Azul: Disparos de hielo. Un disparo congela a los enemigos, que morirán tras un rato, y otro los mata definitivamente. El más débil.
- Esfera Roja: Potentes disparos láser, que dañan tremendamente a los jefes, y cortan todo agente que alcancen por la mitad.
- Esfera Verde: Potente disparo de corto alcance, que hace muchísimo daño y fulmina a los enemigos y jefes en breves instantes.
- Esfera Morada: Arma definitiva. Dispara a una velocidad endiablada, deshace a los agentes en un instante, y produce serios daños en los jefes.
- Caja granadas: Aumenta tu número de granadas.
- Flores: Proporcionan una vida, al enterrarse justo sobre ellas.

En el nivel final el alien pelea con al parecer, un familiar suyo mayor que el, y diversos niños que lo ayudaron dándole esferas por todo el juego se despiden tristemente de éste, pero en su nave espacial (la del Alien) se termina llevando uno de estos al espacio con él.

## Personajes
- Alien Hominid: Protagonista del juego. El Alien es asexual, y sólo pretende recuperar su nave, para volver a casa.
- Agentes del FBI: Enemigo principal de la primera localización del juego. Pueden disparar, saltar obstáculos, agacharse, y conducir diversos vehículos.
- Agentes de la KGB: Enemigos principales de la segunda localización del juego (URSS). Pueden hacer lo mismo que los agentes del FBI, aparte de esconderse en la nieve, bloquear ataques cuerpo a cuerpo con el arma, y conducir algunos vehículos más sofisticados. También parecen cooperar más para atrapar al jugador.
- Soldados del Área 51: Principales enemigos de la tercera localización. Pueden bloquear bastante más que los agentes de la KGB, saltar y esquivar fácilmente, agarrarte y lanzarte, excavar, y no se asustan tanto al ver cómo devoras las cabezas de sus compañeros.
- Fat Kids ("Niños Gordos"): Éstos son personajes no jugables, que te ayudan a lo largo del juego. Actúan así porque un agente del FBI le roba un helado a uno, en la introducción.
- Eyeball: Un ojo que va montado en un robot, jefe del nivel 1-1. Cuando es derrotado, sale el ojo, molesto por su derrota. Más tarde, reaparece en el nivel 3-4, en un enorme robot que posee una boca inmensa, y cubiertos para devorarte. Tras derrotarlo de nuevo, rompe a llorar y se acaba haciendo amigo del Alien. Te ayuda al comienzo del nivel 3-5 disparando a los soldados del Área 51, hasta que te encuentras al jefe final, donde persigue al camión que tiene la nave.
- Clon de Alien Hominid: Último jefe del juego. Este clon es una versión fortalecida del Alien, creada por los soldados del Área 51, en un intento de repeler su ataque. Tiene todas las habilidades del Alien original, incluyendo unas granadas muy potentes que hacen arder todo el suelo. También tiene a su disposición una enorme nave, desde la que también pelea.

## Minijuegos
Alien Hominid incluye diversos minijuegos, algunos multijugador. Estos minijuegos no proporcionan nada al juego principal, aparte de ser extras de este. Se van desbloqueando conforme vas acabando el juego principal.

### Juego PDA
Este minijuego es un juego de plataformas, del estilo de Pitfall o Super Mario Bros.. Los gráficos están formados por figuras sencillas, pero la animación es fluida. El jugador debe guiar a un monigote al final del nivel, que entra entero en pantalla. Para ello hay que moverse sobre diversos bloques, eliminando a todos los enemigos del nivel y alcanzando la salida. El juego tiene 200 niveles y un editor. Se puede saltar, hacer un doble salto, empujar rocas, y barcos. Los barcos permiten cruzar el agua. Los enemigos pueden derrotarse bien saltando encima, bien lanzándoles algo encima. Si te atascas, en cualquier momento te puedes suicidar. También hay algunas trampas, como pinchos, agua, y plataformas que caen. Se puede jugar hasta 4 jugadores a la vez.

### Bola Neutrón
Minijuego para dos jugadores. Cada uno tiene una portería a un lado, y hay un balón en medio. Se trata de meter el balón en la portería enemiga, agarrando y lanzando la bola o golpeándola con el cuchillo. También puedes eliminar al otro jugador para ganar tiempo. Quien más goles meta, gana.

### Jefe Piñata
Otro minijuego basado en el juego principal. En éste, hay un escenario con dos jugadores, el primer minijefe del juego, y una enorme piñata. Hay que atacar repetidamente la piñata, para que caigan dulces, y, posteriormente, recogerlos. El que más dulces recoja gana. El minijefe del nivel 1-1 solamente está para incordiar a los jugadores un poco, en su recogida.

### Super Soviet Missile Mastar
Minijuego de diseño simplista, de tan sólo dos colores (rojo y blanco). Trata de conducir un misil ruso hacia un pequeño trozo de roca con la bandera americana. Sólo se puede mover este misil hacia arriba y abajo (no hacia izquierda o derecha). Los enemigos son aviones, que avanzan en línea recta; helicópteros, que surgen de abajo hacia arriba (generalmente en diagonal), y pájaros, que avanzan en zigzag hacia ti. Tienes tan sólo 3 vidas, y hay que intentar realizar todos los kilómetros posibles. Cada nivel es más largo y difícil que el anterior, aunque todos se realizan de modo aleatorio.

### Retos
Este minijuego no es más que una sección muy reducida de un nivel (que entra entera en pantalla) para uno o dos jugadores. Se puede jugar en cooperativo o competitivo, y el único objetivo es eliminar todos los enemigos posibles. El juego acaba al alcanzar 25000 puntos en algunas versiones. Hay tres retos distintos:
- Autopista: Sacado del nivel 1-2. Los enemigos que aparecen son los agentes del FBI y coches.
- Desierto: Sacado del nivel 3-1. Los enemigos que aparecen son escorpiones, buitres y aparecen tornados.
- Área 51. Sacado del nivel 3-4. Los enemigos que aparecen son soldados del Área 51 y robots de combate.

## Diferencias entre versiones

### USA y PAL
Cuando se realizó la versión PAL, se incluyeron una serie de mejoras. 
- 25 niveles realizados por fanes americanos se incluyeron entre los 200 niveles del juego PDA.
- Se añadió la opción "replay" (volver a jugar).
- Se añadió un minijuego nuevo para 2-4 jugadores, "Come todo lo que puedas", protagonizado por los Fat Kids, en el que debes machacar los botones del mando para comer toda la comida antes que el resto.
- Se eliminó un error que permitía ganar inmensas cantidades de puntos en el nivel 3-5.

Para los jugadores de Xbox, se añadieron algunas funcionalidades mediante Xbox Live. Estas eran: Tablas de clasificación, y contenido adicional descargable (niveles PDA).

### Xbox Live Arcade
Esta versión se lanzó el 28 de febrero de 2007, por 800 puntos. Incluye las siguientes mejoras:
- Gráficos de alta definición
- Modo 16:9
- Algunos retoques no presentes en anteriores ediciones
- Algunos minijuegos en línea, de hasta 4 jugadores.
- Logros

También incluye tan sólo 50 niveles PDA, y no contiene el editor presente en otras versiones.

## Curiosidades
- La versión Beta permitía disparar a los Fat Kids, que se desintegraban formando power ups, mientras que esto se cambió para las versiones de consola, por motivos de guion.
- El Alien Hominid aparece como personaje jugable en Super Meat Boy y en el juego de Newgrounds, Newgrounds Rumble, incluyendo Castle Crashers. Aquí, el Hominid tiene una alta capacidad de salto y buen disparo, pero tiene una baja gravedad pues cae más lento. Además, el escenario propio del Hominid se llama "Algún lugar, Estados Unidos" y está inspirado en el primer nivel del juego.
- Los jugadores pueden desbloquear gorros para personalizar su alien, estando entre ellos el peinado de Tom Fulp, uno de los creadores del juego y dueño de Newgrounds.
- El nivel en el que recuperas la nave y usas el rayo de gravedad para tirar agentes a la trituradora es un guiño a uno de los primeros juegos Flash de Tom Fulp, UFA.
- Existe una opción, en la configuración del juego, para desactivar la sangre. Esto, lejos de ser para eliminar el contenido violento, lo que hace es que, a pesar de que los enemigos mueran igual, en vez de sangre les salgan flores. En algunas versiones, jugar el primer nivel con esta configuración es necesario para encontrar algún gorro.